# A. A. Fokker
Abraham Anthony Fokker (Batavia, 27 de septiembre de 1862-La Haya, 1 de enero de 1927) fue un hispanista, funcionario, traductor y lexicógrafo holandés.

## Trayectoria
Tradujo a su lengua La Barraca de Vicente Blasco Ibáñez (De Vloek, Harlem) y escribió una gramática española para holandeses; completó esta labor en 1906 publicando, por primera vez en Holanda desde 1659, un Diccionario español-holandés y en 1912 un Diccionario holandés-español (Nederlandsch-spaanch woordenboek: Diccionario holandés-español, Gouda: Van Goor Zonen, 1912). En 1939 publicó una nueva traducción al holandés del Oráculo manual y Arte de prudencia de Baltasar Gracián.